# Col·legi de Cordelles
El Col·legi de Cordelles, o Col·legi de Santa Maria i de Sant Jaume (el nom complet era Imperial i Reial Seminari de Nobles de Cordelles), fou una institució educativa de Barcelona.

## Història
En el seu testament del 1574, Jaume de Cordelles (†1577) va instituir una causa pia, nomenant com a patró el seu nebot Miquel de Cordelles (†1596), que el 1593 faria construir l'edifici del Col·legi de nobles o de Cordelles a la Rambla.
Des del 1662, fou gestionat pels jesuïtes del veí Col·legi de Betlem. Tingué càtedres de gramàtica i de retòrica, filosofia escolasticosuarista, filosofia moral, història i geografia i llengua francesa. Alguns autors informen que a mitjans d'abril del 1701, es produïren diversos avalots als carrers de Barcelona, provocats per una disputa entre universitaris i estudiants del col·legi de Cordelles, incidents als quals hom atribuí una certa significació política a favor o en contra que l'herència beneficiés Felip d'Anjou, ja que mentre la Universitat es considerava un reducte austriacista, el col·legi de Cordelles, regentat per la Companyia de Jesús, era tingut per procliu a la dinastia borbònica. El conflicte ocasionà la clausura dels dos centres d'ensenyament fins a l'acabament del curs acadèmic, a fi d'apaivagar els ànims dels estudiants.
Va adquirir gran prestigi en la formació dels fills de les classes privilegiades de Catalunya, com el baró de Maldà, escriptor del famós dietari Calaix de Sastre, el seu pare Antoni d'Amat i el seu oncle Manuel d'Amat, el qual seria Virrei del Perú. Bona part dels primers membres del claustre de la Universitat de Barcelona i després de la de Cervera eren antics alumnes del Col·legi de Cordelles.